# Bremer Tracht (19. Jahrhundert)

Bremische ländliche Tracht aus der ersten Hälfte des 19. Jahrhunderts

Die Bremer Tracht im 19. Jahrhundert war eine bäuerliche Volkstracht. Wie Bremen sich in so vieler Hinsicht, in politischer (seine staatliche Selbstständigkeit), in wirtschaftlicher (sein Handel und seine Schifffahrt), in religiöser (sein reformiertes Bekenntnis) und in mancher anderen Beziehung vom umliegenden Gebiet scharf absonderte, so zeigt sich dieses auch bei der Tracht.
Rings um Bremen herum unterschieden sich die Trachten nach den einzelnen Kirchspielen und wiesen hier und dort sichtbare Verschiedenheiten auf. Grobe Unterschiede ergaben sich hier in der Regel aus den Übergängen von der Geest zur Marsch oder zum Moor, wo sich denn auch sonst schärfere Verschiedenheiten ergaben.
Im bremischen Gebiet, obwohl es ein Dutzend Kirchspiele enthielt, gab es immer nur eine einheitliche Tracht, die sich, wenn überhaupt, auch nur in ganz geringfügigen Kleinigkeiten zwischen den einzelnen Bauerschaften und Dörfern voneinander unterschieden haben mag.
Anhand der aufgezeichneten Schriften von Heinrich Hoops und Johann Focke, die das letzte Wissen um die „bremische ländliche Tracht“ Anfang des 20. Jahrhunderts ausführlich aufgezeichnet und veröffentlicht haben, Zeichnungen von dem Bremer Landschaftsmaler Johann Georg Walte und den noch im Bremer Landesmuseum für Kunst- und Kulturgeschichte (Focke-Museum) vorhandenen und erhaltenen Trachtenstücken kann diese Tracht rekonstruiert werden.
Die Trachten, die nachstehend näher beschrieben werden, wurden nur bis zur Mitte des 19. Jahrhunderts von der bäuerlichen Bevölkerung getragen und anschließend zugunsten der städtischen, bürgerlichen Mode abgelegt. Die Abbildungen zeigen rekonstruierte Trachtenstücke.

## Die Frauentrachten

Bäuerliche Trachten aus dem alten Kirchspiel Blumenthal im bremischen Landgebiet, erste Hälfte 19. Jahrhundert

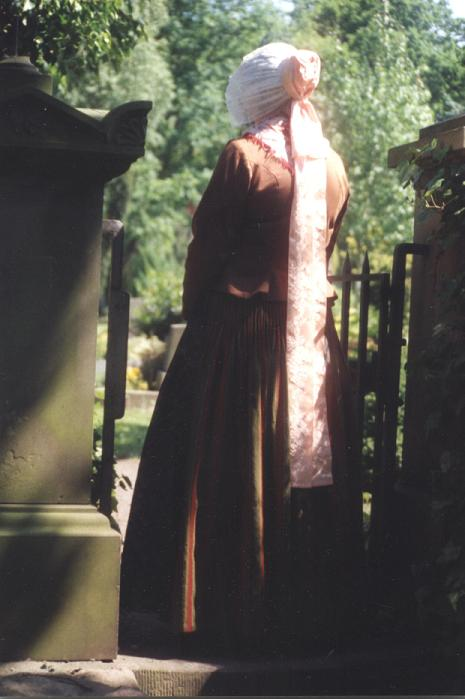
Rückansicht einer bäuerlichen Tracht aus dem ländlichen Bremen

Die Frauen tragen über dem dunklen Unterrock den soliden schmal- und buntgestreiften knöchellangen Wollrock, der im Bremischen auch „Wullaken“ genannt wird. Die Farbstellungen der einzelnen Wollröcke sind unterschiedlich; an der Unterkante sind diese Röcke von der Innenseite mit einem etwa 30 cm hohen Stoß aus buntgemusterter Baumwolle besetzt. Beide Röcke haben einen Stoffumfang von etwas mehr als drei Meter. Eine kleingemusterte Schürze, die aus unterschiedlichen Materialien wie zum Beispiel Seide, Leinen, Wolle oder auch Baumwolle gefertigt ist, bedeckt mindestens die Hälfte des Rockes. Die Bindebänder sind aus dem Schürzenstoff und werden mit einer Schleife geschlossen. Auf dem Oberkörper wird eine enganliegende braun- oder schwarzkattunnene Jacke mit langen, engen Ärmeln, kurzen Stehkragen und kurzem Schoß angezogen. Geschlossen wird diese Jacke mit einer verdeckten Haken- und Ösenleiste. Um den Hals wird ein kleines gemustertes Seidentuch mit Zupffranse eng anliegend getragen und vorne verknotet.
Die Mütze, die im bremischen Landgebiet als „Hullen-Hube“ bezeichnet wird, stellt das Wertvollste an der Frauentracht dar. Sie besteht aus zwei Teilen: der Hulle und der Hube. Die „Hube“ ist ein fein gefälteltes, stark gestärktes Kammertuch (feinster Leinenbatist) in weiter Haubenform, das, wenn es aufgesetzt wird, vor dem Gesicht der Trägerin eine Hand breit vorsteht. Vorne ist die Hube mit einer sechs bis acht Zentimeter breiten Klöppelspitze, der sogenannten Pöttjeskante oder Fedderspitze, besetzt. Diese zeigen im Motiv Blumentöpfe oder Vasen. Die „Hulle“, die über der Hube auf dem Haarknoten der Trägerin sitzt, ist nahezu halbkugelförmig und besteht aus Seide in unterschiedlichen Farbstellungen, die den allgemeinen Farbregeln der Tracht entsprechen. Die Enden eines geblümten Seidenbandes, welches die Hulle optisch einfasst und mit einer Schleife abschließt, fallen auf den Rücken der Trägerin lang herab. Zu besonderen, festlichen Anlässen, wie zum Beispiel Hochzeiten, Kindertaufen, zu Erntedankfesten, oder zum Abendmahl, werden zur Tracht goldene oder silberne Hullen-Huben, deren Bänder schmale blanke Längsstreifen in gleichen Abständen zeigen, aufgesetzt. Es werden dunkle, schlichte Baumwollstrümpfe sowie schlichte, flache und tiefausgeschnittene schwarze Lederschuhe getragen.

## Die Männertrachten

Zipfelmütze der bremischen ländlichen Tracht

Auch im Bremischen tragen die Männer eine Kniebundhose, die aus schwarzem Leder oder Wolltuch gefertigt ist und die vorne mit einer großen Klappe geschlossen wird. Durch schlichte Hosenträger wird die Hose gehalten. Am Oberkörper wird ein Leinen- oder Baumwollhemd in traditionellem Schnitt mit hohem Stehkragen getragen. Das Hemd zeigt das gestickte Monogramm des Trägers. Darüber trägt man die zweireihige hochgeschlossene Weste mit einem Stehkragen, der allerdings etwas kürzer ist als der des Hemdes. Die Vorderseite der Westen ist aus Seide, Wolle oder Baumwolle z. B. in verschiedenen Streifenmustern gefertigt; der Rücken ist aus einfachem Stoff. Insgesamt wird die ganze Weste mit einem Leinen- oder Baumwollstoff abgefüttert. Geschlossen wird die Weste mit silbernen oder stoffüberzogenen Knöpfen, je nachdem, über wie viel Vermögen der Träger verfügt. Die kurze Jacke mit den sehr langen Ärmeln ist ebenfalls, wie die Weste, zweireihig, mit größeren Silberknöpfen zum Schließen, hat aber keinen Stehkragen. Das Obermaterial ist aus Wolle in blau, braun oder schwarz. Abgefüttert wird die Jacke mit einem Baumwollstoff. Ein buntes, unterschiedlich kariertes Seidentuch wird als Binder über dem Hemdkragen verknotet. Der Kopf wird von dem großen runden breitkrempigen Bauernhut oder der blauen Zipfelmütze (im Hause) bedeckt. Zur Tracht gehören dunkle wollene Kniebundstrümpfe sowie schwarze Lederschuhe mit Silberschnalle.

## Der Trachtenschmuck

Herzförmige Spange aus Silber, Norddeutschland

Das einzige dürftige Silberschmuckstück der ländlichen Bevölkerung im bremischen Landgebiet war die herzförmige Spange, die vorn am Hemd von Männern und Frauen getragen wurde. Nach außen sichtbar trat die Spange wenig oder gar nicht hervor, da sie von anderen Kleidungsstücken verdeckt wurde. Die Männer tragen zudem eine silberne Taschenuhr an der Weste.

## Sammlungen
Das Bremer Landesmuseum für Kunst- und Kulturgeschichte (Focke-Museum) verfügt über eine Sammlung, die alte Hauben und einige wenige Trachtenstücke (z. B. Kniebundhose, Weste, …) aus den bremischen Landgebieten zeigt. Eine kleine Auswahl der Hullen-Huben ist im Haus Mittelsbüren ausgestellt. Alle weiteren Trachtenstücke sind heute magaziniert und so vor Umwelteinflüssen geschützt.
Das Focke-Museum gehörte schon in den ganz frühen Jahren dank Johann Focke zu den norddeutschen Museen, die sich intensiv mit der bäuerlichen Lebenskultur und den getragenen Trachten beschäftigten. Die Sammlung umfasst neben den Textilien auch Schmuck und Accessoires aus vielen niedersächsischen Trachtengebieten.

## Bildmaterial
- Architekten- und Ingenieur-Verein: Bremen und seine Bauten. (unter: Das Bauernhaus); Carl Schünemann, Bremen 1900.
- Wilhelm Dehlwes: Das Dorf Borgfeld und seine Einwohner. (Bilder von Johann Georg Walte); Dem Landwirtschaftlichen Verein Borgfeld und Umgebung zu seiner Hundertjahrfeier 1967 gewidmet, Bremen 1967.
- Hermann Faltus, Lothar Klimek: Borgfeld – Eine alte Landgemeinde Bremens. (Bilder von Johann Georg Walte); Herausgegeben zur 750-Jahr-Feier Borgfelds im Jahre 1985, Herausgeber und Verleger Wilhelm Dehlwes, Bremen 1985.
- Werner Kloos: Das alte Bremen. Bilder und Stadtansichten, Carl Schünemann Verlag, Bremen 1978.
- F. W. Kohl: Der Marktplatz zu Bremen. Farbige Lithographie aus dem Jahre 1847.
- Hans Müller-Brauel: Fotografie einer Frau mit Hullen-Hube. Besitz: Museum Kloster Zeven.
- Wolfgang Schwarze: Alte Bremer Stadtansichten. Kunst und Wohnen Verlag GmbH, Wuppertal 1977
- Johann Georg Walte: Bleistiftzeichnung „Blumenthal im Jahre 1839“. Bremer Landesmuseum für Kunst- und Kulturgeschichte (Focke Museum).
- Hans Wegener: Schönes altes Bremen in Stichen und Lithographien. Friedrich Trüjen Verlag, Bremen.